# Riohacha
Riohacha là một khu tự quản thuộc tỉnh La Guajira, Colombia. Thủ phủ của khu tự quản Riohacha đóng tại Riohacha Khu tự quản Riohacha có diện tích 5020 ki lô mét vuông. Đến thời điểm ngày 28 tháng 5 năm 2005, khu tự quản Riohacha có dân số 97289 người.